# Rodney Purvis
Rodney O'Keith Purvis (Raleigh, Carolina del Norte, 14 de febrero de 1994) es un baloncestista estadounidense que actualmente juega en BC Spartak Pleven de la Liga de Baloncesto de Bulgaria. Con 1,93 metros de estatura, juega en la posición de escolta.

## Trayectoria deportiva

### Universidad
Jugó una temporada con los Wolfpack de la Universidad Estatal de Carolina del Norte, en la que promedió 8,3 puntos, 2,1 rebotes y 1,2 asistencias por partido. En abril de 2013, al término de la temporada, solicitó ser transferido a los Huskies de la Universidad de Connecticut. Tras cumplir el año de parón que impone la NCAA, jugó tres temporadas más, en las que promedió 12,8 puntos, 3,2 rebotes y 1,9 asistencias por partido.

#### Estadísticas
| Año     | Equipo      | PJ  | PT  | MPP  | %TC  | %3P  | %TL  | RPP | APP | ROB | TPP | PPP  |
| ------- | ----------- | --- | --- | ---- | ---- | ---- | ---- | --- | --- | --- | --- | ---- |
| 2012–13 | NC State    | 35  | 23  | 26.0 | .442 | .385 | .512 | 2.4 | 1.3 | .6  | .1  | 8.3  |
| 2014–15 | Connecticut | 33  | 24  | 28.7 | .429 | .360 | .538 | 2.4 | 1.2 | .8  | .2  | 11.6 |
| 2015–16 | Connecticut | 36  | 21  | 28.8 | .434 | .385 | .657 | 3.0 | 2.1 | .9  | .1  | 12.8 |
| 2016–17 | Connecticut | 33  | 32  | 36.9 | .372 | .341 | .811 | 4.2 | 2.5 | 1.0 | .2  | 13.8 |
| Total   | Total       | 137 | 100 | 29.9 | .416 | .363 | .638 | 3.0 | 1.8 | .8  | .1  | 11.6 |

### Profesional

#### NBA y G League
Tras no ser elegido en el Draft de la NBA de 2017, fue invitado por los Utah Jazz a participar en las Ligas de Verano de la NBA, disputando dos partidos en los que apenas tuvo minutos, anotando un único punto. El 9 de octubre fichó por los Orlando Magic para disputar la pretemporada, pero fue despedido solo cuatro días después. A finales de ese mes acabó siendo de la plantilla del filian en la G League, los Lakeland Magic.
El 8 de marzo de 2018 firmó contrato por diez días con los Orlando Magic de la NBA. Renovó por otros 10 días y finalizó la temporada en Orlando, disputando 16 encuentros.
El 20 de julio de 2018, Purvis es traspasado a Oklahoma City Thunder a cambio de Dakari Johnson. Tan solo 3 días después, es traspasado a Boston Celtics a cambio de Abdel Nader. Pero el día 30 de julio es cortado por los Celtics.
Purvis firmó con los Miami Heat el 11 de octubre de 2018 y cortado el 13. Por lo que decidió unirse a los Sioux Falls Skyforce de la G League en noviembre. con los que disputó toda la temporada.

#### Europa
El 27 de julio de 2019, firmó contrato por un año con el Hapoel Tel Aviv de la Premier League israelí. Pero el 29 de septiembre, se desvincula del club, tras únicamente disputar encuentros de preparación.
El 25 de febrero de 2020, se une a las filas del Pallacanestro Cantù de la LBA italiana.
El 9 de agosto de 2020, Purvis firma con Bergamo Basket 2014, de la Serie A2, la segunda italiana.
El 23 de febrero de 2021, se une a las filas del Wilki Morskie Szczecin de la Polska Liga Koszykówki polaca.
El 29 de agosto de 2021, firma por el BC Cherkasy de la Superliga de Baloncesto de Ucrania.
[actualizar]
En julio de 2024 firma por el BC Spartak Pleven de la Liga de Baloncesto de Bulgaria.

## Selección nacional
Fue parte del combinado juvenil estadounidense que disputó y ganó el Campeonato FIBA Américas Sub-18 de 2012.

## Estadísticas de su carrera en la NBA

### Temporada regular
| Año     | Equipo  | PJ | PT | MPP  | %TC  | %3P  | %TL  | RPP | APP | ROB | TPP | PPP |
| ------- | ------- | -- | -- | ---- | ---- | ---- | ---- | --- | --- | --- | --- | --- |
| 2017-18 | Orlando | 16 | 2  | 18.1 | .327 | .250 | .867 | 1.7 | 1.1 | .2  | .2  | 6.0 |
| Total   | Total   | 16 | 2  | 18.1 | .327 | .250 | .867 | 1.7 | 1.1 | .2  | .2  | 6.0 |